# Županje
Županje je maleno selo na otoku Krku u općini Dobrinj.

## Smještaj
Županje se nalazena sjeveroistočnom dijelu otoka Krka, između sela Hlapa, od kojeg je udaljeno manje od 1 km, i Polje, udaljeno oko 1,5 km. Smješteno je u unutrašnjosti otoka, ponad mjesta Klimno u uvali Soline,s kojim je povezano starim makadamskim putom. Općinsko središte Dobrinj te najveće turističko središte općine Šilo, udaljeni su oko 4 km.

## Porijeklo naziva i povijest
Romanist Petar Skok smatra da naziv upućuje na staru slavensku župsku organizaciju te da i prilog tome idu i nadimci i prezimena u ovom kraju: Župan, Županić. Prema tome, Županje bi bilo starijeg porijekla, vjerojatno iz ranog srednjeg vijeka, odnosno iz doba doseljenja Hrvata na otok Krk u 7. st. S tim u vezi je i činjenica da se Županje spominju u statistici Krčke biskupije iz 1780. g. prema kojoj je imalo 21 kuću i 76 stanovnika.

## Stanovništvo
Prema popisu stanovništva iz 2001. g. u Županju je živio 31 stanovnik. Time je krajnje depopulacijsko kretanje nastavljeno i ono u neprekidno traje već 90 godina. Početkom 20. st. u Županju je živjelo oko 150 žitelja; najviše je popisano 1900. g. - 155. Nakon popisa 1921. g. (153 stanovnika), slijedi konstantan i drastičan pad broja stanovnika, prosječno oko 15 - 20 % svakih deset godina. To je dovelo do toga da danas u selu živi tek petina nekadašnjeg pučanstva. Iako je većina mjesta na otoku Krku u posljednjih 30-etak godina zabilježilo demografski oporavak ili barem stagnaciju umjesto pada, Županje i dalje ima izražen pad broja stanovnika. Ipak, zbog dobre prometne povezanosti i blizine turističkih potencijala: uvale Soline i Šila, vjerojatno će se izumiranje sela zaustaviti ili barem usporiti.
| broj stanovnika | 124   | 136   | 137   | 140   | 155   | 152   | 153   | 129   | 105   | 95    | 75    | 57    | 46    | 37    | 31    | 27    | 26    |
|                 | 1857. | 1869. | 1880. | 1890. | 1900. | 1910. | 1921. | 1931. | 1948. | 1953. | 1961. | 1971. | 1981. | 1991. | 2001. | 2011. | 2021. |

## Gospodarstvo
Tradicijonalno poljoprivredni kraj, prvenstveno ovčarstvo i maslinarstvo. Postoje predispozicije za razvoj turizma, naročito seoskog (agroturizam).

## Znamenitosti
- Kapela Gospe Lurdske izgrađena 1910. g.
- U blizi je srednjovjekovni kaštel Dobrinj s brojnim kulturnim i povijesnim znamenitostima te galerijskim prostorima
- Podno Županje je uvala Soline s lokalitetom Meline na kojem je ljekovito blato

## Vanjske poveznice
- službene stranice općine Dobrinj
- službene stranice Turističke zajednice Općine Dobrinj  Arhivirana inačica izvorne stranice od 26. srpnja 2010. (Wayback Machine)
- sela Dobrinjštine  Arhivirana inačica izvorne stranice od 5. svibnja 2010. (Wayback Machine)